# نظریه میل

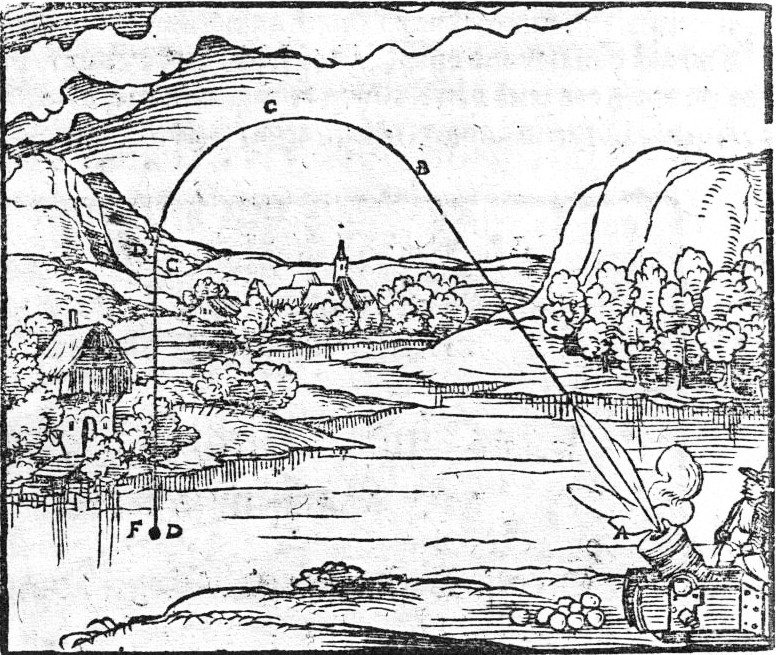
۱۵۸۲ چوب‌بُری توپخانه، اثر والتر هرمان ریف

نظریه انگیزه یا نظریه مِیل یک نظریه کمکی یا ثانویه از دینامیک ارسطویی بود که نخست برای توضیح حرکت پرتابه در برابر گرانش مطرح شد. جان فیلوپونوس در قرن ششم میلادی و ابواسحاق بطروجی در پایان قرن دوازدهم میلادی نیز جداگانه این نظریه را معرفی کردند. ابن سینا در سدهٔ یازدهم میلادی و هیبت‌الله ابوالبرکات البغدادی در سدهٔ دوازدهم میلادی، این نظریه را اصلاح کردند. بعدها ژان بوریدان در سدهٔ چهاردهم میلادی آن را در اندیشه علمی استوار ساخت. این نظریه، یک پیشرَوی فکری در گذشته برای مفاهیمی مانند لختی، تکانه و شتاب در مکانیک کلاسیک به‌شمار می‌آید.

## دیدگاه ارسطویی
فیزیک ارسطویی شکلی از علوم طبیعی است که توسط فیلسوف یونانی، ارسطو (۳۸۴–۳۲۲ قبل از میلاد) ارائه شده‌است. ارسطو در کتابش، فیزیک، قصد داشت اصول کلی دگرگونش را بیابد که بر تمام اجسام طبیعی، از زنده و بی‌جان، آسمانی و زمینی گرفته تا همهٔ جنبش‌ها، تغییرات کمی و کیفی، جوهری (ذاتی) و… حاکم است.

ارسطو دو نوع حرکت را توصیف می‌کند: «حرکت قسری یا غیر طبیعی» و «حرکت طبیعی». حرکت سنگ پرتاب‌شده و حرکت یک چیزِ در حال سقوط، «حرکت طبیعی» به‌شمار می‌آیند. در حرکت قسری، به محض اینکه علتِ حرکت برطرف شود، حرکت نیز تمام می‌شود. ارسطو، استمرارِ سکون را میل طبیعی یک جسمِ ساکن می‌دانست. ارسطو به نقش اصطکاک در ایستادن یک جسمِ پویا نمی‌پرداخت.

## دیدگاه فیلوپونوس
در قرن ششم میلادی، جان فیلوپونوس تا اندازه‌ای نظریهٔ ارسطو را پذیرفت که «ادامه حرکت به ادامه کنش یک نیرو بستگی دارد»، اما آن را اصلاح کرد تا شامل این ایده باشد که «جسمِ پرتاب‌شده، نیروی محرکه یا تمایل به حرکت اجباری را از عاملِ سازنده به دست می‌آورد و این نیرو، ادامهٔ همچین حرکتی را تضمین می‌کند.» با این حال، او استدلال کرد که این فضیلت تأثیرگذار، گُذَرا است: این یک تمایلِ خودمصرفانه است، و بنابراین حرکت قسری ساخته‌شده به پایان می‌رسد و دوباره به حرکت طبیعی بازمی‌گردد.

## دیدگاه جهان اسلام
در قرن یازدهم میلادی، ابن‌سینا (ابن سینا) نظریه فیلوپونوس را در کتاب شفا و در بخش فیزیک، مورد بحث قرارداد و گفت:
هنگامی که مستقلاً موضوع (حرکت پرتابه) را بررسی می‌کنیم، درمی‌یابیم که صحیح‌ترین آموزه، آموزهٔ کسانی است که فکر می‌کنند جسم متحرک از محرکش پیدا می‌کند.
ابن سینا موافق بود که پرتابَنده (پرتاب‌گر)، به یک پرتابه میل وارد می‌کند، اما برخلاف فیلوپونوس که معتقد بود این یک خصوصیت گذرا است و حتی در خلأ هم کاهش می‌یابد، ابن‌سینا آن را پایدار می‌دانست که برای مصرف نیازمند نیروهای بیرونی مانند مقاومت هوا است. ابن سینا بین «نیرو» و «میل»، تمایز قائل‌شد و استدلال‌کرد که یک شیء زمانی میل می‌یابد که در تقابل با حرکت طبیعی‌اش باشد. پس نتیجه‌گرفت که ادامهٔ حرکت، وابسته به تمایلی است که به شیء منتقل می‌شود و آن شیء تا زمانی که میلش مصرف نشود (تمام نشود) در حرکت خواهدبود. او همچنین ادعاکرد که یک پرتابه در خلاء متوقف نمی‌شود مگر اینکه به آن نیرو واردشود. این ادعای ابن‌سینا با مفهوم لختیِ نیوتن، سازگار است. این ایده (که مخالف با دیدگاه ارسطویی بود) بعدها توسط ژان بوریدان که احتمالاً تحت تأثیر ابن سینا قرارگرفته‌بوده‌است، به عنوان «انگیزه» گفته‌شد.

در قرن دوازدهم میلادی، هیبت‌الله ابوالبرکات بغدادی، نظریهٔ انگیزه فیلوپونوس را پذیرفت. ابوالبرکات در کتاب المعتبر خود بیان کرده‌است که علت، یک تمایل شدید به پرتابه القا می‌کند که با فاصله گرفتن پرتابه از علت، این تمایل کاهش می‌یابد. او مانند فیلوپونوس و برخلاف ابن سینا باور داشت که میل، خودش تمام می‌شود.
او همچنین توضیحی پیرامون شتاب اجسام در حال سقوط داد که در آن «میل یکی پس از دیگری» به‌طور متوالی اِعمال می‌شود، زیرا این خودِ بدنهٔ در حال سقوط است که میل را فراهم می‌کند؛ در مقابل تیراندازی با کمان، که در آن فقط یک میل قسری اِعمال می‌شود. شلومو پانز می‌گوید که نظریه بغدادی چنین بود:
قدیمی‌ترین نفی قانون دینامیکی بنیادی ارسطو (یک نیروی ثابت حرکتی یکنواخت ایجاد می‌کند)، یک پیش‌بینی مبهم از قانون بنیادی مکانیک کلاسیک (نیرویی که پیوسته برای شتاب اعمال می‌شود) ایجاد می‌کند.
ژان بوریدان و آلبرت ساکسونی بعدها به ابوالبرکات اشاره‌می‌کنند و توضیح می‌دهند که شتابِ یک جسم در حال سقوط، نتیجهٔ میل فزایندهٔ آن است.

## دیدگاه بوریدانیستی
در قرن چهاردهم میلادی، ژان بوریدان، مفهوم نیروی محرکه را فرض کرد و آن را انگیزه (میل) نامید:
هنگامی که یک محرک، جسمی را به حرکت درمی‌آورد، انگیزهٔ خاصی را در آن می‌کارد؛ یعنی یک نیروی معینی که جسم را قادر می‌سازد در جهتی حرکت کند که حرکت‌دهنده آن را شروع می‌کند؛ خواه به سمت بالا، پایین، به طرفین یا دایره‌ای‌شکل. انگیزهٔ کاشته‌شده به همان نسبت سرعت افزایش می‌یابد. به دلیل این انگیزه است که سنگ پس از اینکه پرتاب‌کننده از حرکت آن دست کشید، به حرکت در می‌آید. اما به دلیل مقاومت هوا (و همچنین به دلیل گرانش سنگ) که تلاش می‌کند آن را در جهت مخالف حرکت ناشی از انگیزه حرکت دهد، ضعیف‌تر می‌شود؛ بنابراین حرکت سنگ به تدریج آهسته‌تر می‌شود و نهایتاً انگیزه آن چنان کم یا از بین می‌رود که گرانش سنگ غالب شده و سنگ را به سمت مکان طبیعی خود می‌برد. به نظر من می‌توان این توضیح را پذیرفت زیرا توضیحات دیگر نادرست هستند در حالی که همه پدیده‌ها مصداق‌های این ایده هستند.
بوریدان به نظریه خود یک مقدار ریاضی می‌دهد:
انگیزه=وزن×سرعت
شاگرد بوریدان، دومینیکوس دکلاواسیو می‌گوید: «وقتی چیزی سنگی را با خشونت به حرکت درمی‌آورد، علاوه بر اینکه نیرویی واقعی بر آن تحمیل می‌کند، انگیزه خاصی را نیز در آن می‌افکند. به همین ترتیب، جاذبه، نه‌تنها به جسم متحرک خود حرکت می‌دهد، بلکه به آن نیروی محرکه و انگیزه (میل) می‌بخشد.»
موضع بوریدان این بود که یک جسم پویا (متحرک) فقط با مقاومت هوا و وزن بدن که با انگیزه آن مخالفت می‌کنند، متوقف می‌شود. بوریدان همچنین اظهار داشت که انگیزه، متناسب با سرعت است. بنابراین، ایده اولیهٔ او از انگیزه از بسیاری جهات شبیه به مفهوم نوین تکانه بود. بوریدان نظریه خود را تنها اِصلاحی در فلسفهٔ اساسی ارسطو می‌دید، و بسیاری از دیدگاه‌های مشایی دیگر را نگه می‌داشت، از جمله این باور که هنوز تفاوتی بنیادین بین یک جسمِ پوینده (درحال حرکت) و یک جسم ایستا (ساکن) وجود دارد. بوریدان باور داشت که انگیزه، نه‌تنها می‌تواند خطی باشد، بلکه طبیعتِ دایره‌ای نیز دارد و باعث می‌شود اجرام (مانند اجرام آسمانی) در یک گِردی حرکت کنند.
بوریدان اشاره کرد که نه محرک‌های بی‌تحرکِ ارسطو و نه روح افلاطون در کتاب مقدس، هیچ‌یک وجود ندارند؛ بنابراین او نظریه محرک را برای چرخش ابدی سیاره‌های سماوی با بسط نمونه‌ای زمینی از کاربرد آن در حرکت چرخشی به شکل چرخ آسیابِ دوار که ادامه دارد، به کار برد. او در مورد انگیزه آسمانی سیاره‌ها چنین نوشت: «خداوند هنگامی که جهان را آفرید، هر یک از گوی‌های آسمانی را به میل خود به حرکت درآورد و با حرکت دادن آن‌ها انگیزه‌هایی را در آنان نهاد که بدون اینکه دیگر مجبور باشد، آنها را به حرکت درآورد… و آن انگیزه‌هایی که او در اجرام آسمانی متأثر ساخت، سپس نیز کاهش یا تباه نشد، زیرا هیچ تمایلی در اجرام سماوی به حرکات دیگر وجود نداشت. و همچنین مقاومتی وجود نداشت که فاسدکننده یا سرکوب‌کنندهٔ آن انگیزه باشد.»
او این نتیجه را با نادیده‌گرفتن امکان هر گونه مقاومت (میل به حرکت در جهت مخالف یا مقاومت بیرونی) گرفت. همچنین هرگونه مقاومت ذاتی در برابر حرکت به شکل تمایل به استراحت در درون خود سیاره‌ها، مانند اینرسی ارائه شده توسط اوروس(Averroes) و اگیناس(Aquinas)، را نادیده گرفت.
این موضوع این پرسش را مطرح‌کرد که چرا نیروی محرکه، انگیزهٔ کُره‌ها (سیاره‌ها) را با سرعت بی‌نهایت حرکت نمی‌دهد. به نظر می‌رسد یکی از پاسخ‌های نظریهٔ انگیزه این باشد که این، یک نوع ثانویه از نیروی محرکه است که حرکت یکنواخت را به جای سرعت بی‌نهایت ایجاد می‌کند؛ ایجاد حرکت شتاب یکنواخت مانند نیروی اولیه به‌جای تولید مقادیر همیشگیِ فزایندهٔ انگیزه. با این حال، شاگرد بوریدان، اورسمه، در رساله‌اش دربارهٔ آسمان‌ها و جهانی که در آن آسمان‌ها توسط نیروهای مکانیکی ذاتیِ بی‌جان به حرکت در می‌آیند، پاسخ اینرسی تومیستی جایگزین به این مشکل ارائه‌کرد. پاسخ او این بود که علاوه بر انگیزهٔ درونی شتاب در کره‌ها، مقاومت درونی نیز در ایشان هست.
اندیشه بوریدان توسط شاگردش آلبرت ساکسونی (۱۳۱۶–۱۳۹۰ میلادی) و نویسندگانی لهستانی مانند جان کانتیوس و ماشین حساب‌های آکسفورد دنبال شد. کار آنها به نوبه خود توسط نیکل اورسم که پیشگام عمل نمایش قوانین حرکت در قالب نمودار بود، شرح داده شد.